# Radcliffe (Greater Manchester)

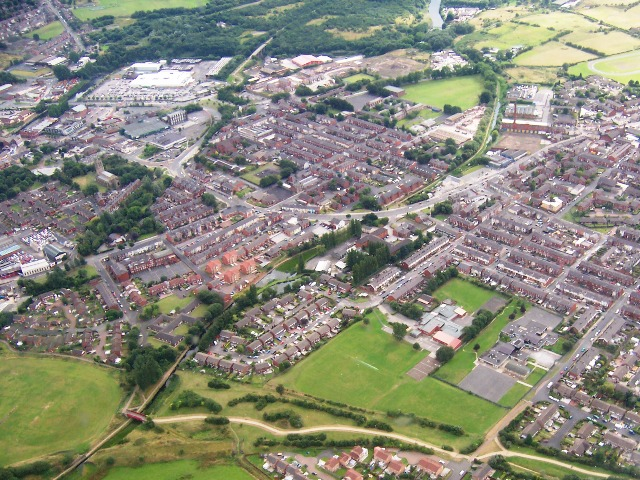
Radcliffe (2005)

Radcliffe ist eine Stadt im Metropolitan Borough of Bury, Greater Manchester, England. Sie hat knapp 30.000 Einwohner und liegt im Irwell Valley, 4 km südwestlich von Bury und 10 km nordwestlich von Manchester. Sie grenzt im Süden an Whitefield. Der stillgelegte Manchester Bolton & Bury Canal durchschneidet die Stadt. Heute ist sie überwiegend von Wohngebieten geprägt; stillgelegte Gebäude der Baumwollindustrie werden oft von Kleingewerbe genutzt. Der Radcliffe Tower liegt im Gebiet der Stadt.

## Persönlichkeiten
- Nellie Halstead (1910–1991), britische Leichtathletin
- John Spencer (1935–2006), englischer Snookerspieler
- Danny Boyle (* 1956), britischer Regisseur
- Andrea Holt (* 1970), englische Tischtennisspielerin